# De Rat (molen)
De Rat is een achtkante stellingmolen in IJlst en werd gebouwd in 1828. Naast de windmolen staat de molenaarswoning.
De Rat is een van de drie houtzaagmolens in Friesland. De anderen zijn de De Jager in Woudsend en De Zwaluw in Birdaard.
De molen is afkomstig uit de Zaanstreek en was in 1683 gebouwd als balkenzager. Hij heette toentertijd "De Walrot", wat "waterrat" betekende. Vanaf 1918 werd in de molen elektrisch gezaagd en de molen werd ontdaan van zijn kap. Tot 1950 werd er bedrijfsmatig gezaagd. De gemeente heeft de molen voor sloop behoed en in 1968/1967 uitwendig gerestaureerd, gebruik makend van onderdelen van andere molens.
In juni 2008 stelde de Rijksdienst voor Archeologie, Cultuurlandschap en Monumenten 126.514 euro beschikbaar voor een restauratie van De Rat.
Tegenwoordig  wordt er op vrijwillige basis hout gezaagd en is de molen toegankelijk voor bezoekers.
Naar deze molen is ook een woonwijk genoemd, Plan de Rat.

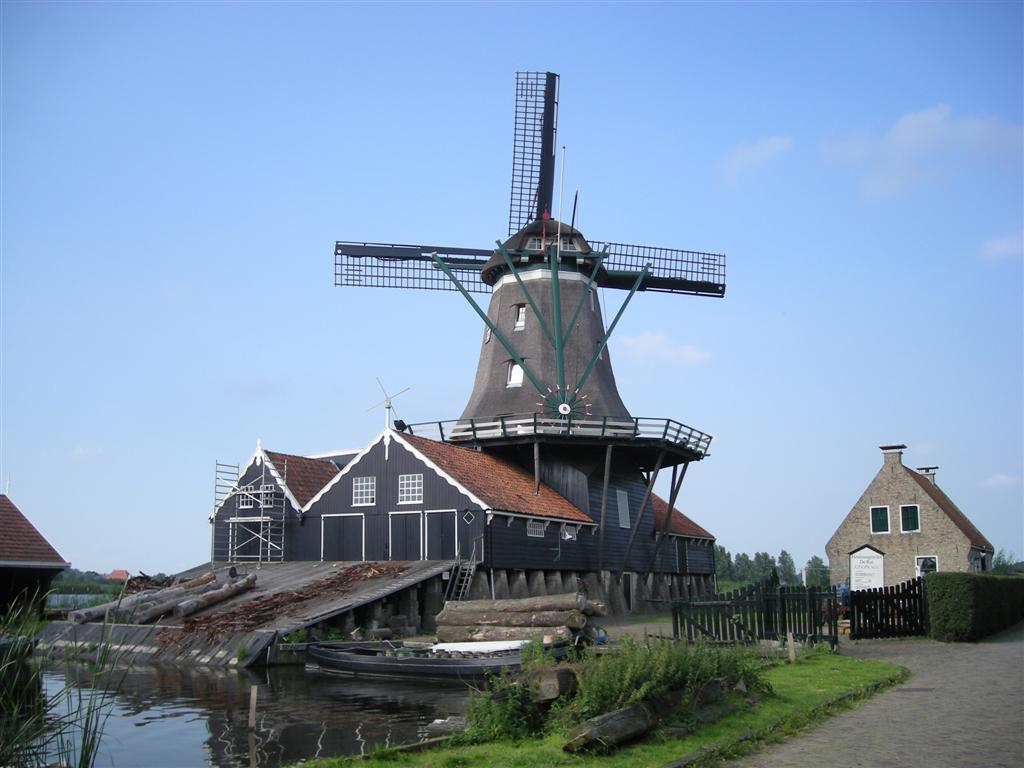
De Rat